# Poplar (Montana)
Poplar – miasto w Stanach Zjednoczonych, w stanie Montana, w hrabstwie Roosevelt.